# Ingo Pasch
Ingo Paš (tudi Ingo Falk Pasch Wallersberg) slovenski politik, * 14. januar 1941, Berlin, † 7. december 2021, Ljubljana
Med 16. majem 1990 in 14. majem 1992 je bil predsednik Republiškega komiteja (sekratar oz minister) za turizem in gostinstvo.